# Egon von Ploetz
Egon Adalbert Walter Edmund von Ploetz (* 12. April 1880 in Meran; † 3. August 1964 in Stuttgart) war ein deutscher Generalmajor.

## Herkunft
Er entstammte dem alten pommerschen Adelsgeschlecht Ploetz. Seine Eltern waren Maximilian von Ploetz (* 10. Juli 1846; † 18. November 1882) und dessen Ehefrau Valerie Szitanyi (* 7. Juli 1855; † 1. Januar 1940).

## Leben und Wirken
Nach dem Abitur in Dresden wurde er als 1899 Fahnenjunker in das 1. Brandenburgische Ulanen Regiment „Kaiser Alexander II. von Russland“ Nr. 3 aufgenommen. 1905 erfolgte die Versetzung in die 4. Eskadron des Garde-Kürassier-Regiments in Berlin. 1913 wurde er zum Rittmeister befördert und in den Stab des Garde-Kürassier-Regiments versetzt. 
Im Ersten Weltkrieg nahm er an den Ostfeldzügen teil und war Adjutant des Kommandeurs in Bukarest. Er erhielt beide Eiserne Kreuze sowie mehrere andere militärische Auszeichnungen. 
Nach dem Krieg wurde er in die Reichswehr übernommen und diente als Adjutant im Stab der 2. Kavalleriedivision in Breslau. 1921 wurde er als Chef der Ausbildungs-Eskadron des 2. Preußischen Reiter-Regiments Allenstein eingesetzt. 1924 wurde er Major in der 6. Eskadron des 2. Preußischen Reiter-Regiments in Königsberg und 1926 in den Regimentsstab des 7. Preußischen Reiter-Regiments in Breslau versetzt. 1929 war er Kommandeur und Oberstleutnant im 5. Preußischen Reiter-Regiment in Stolp. 1931 erfolgte seine Beförderung zum Oberst, 1932 wurde er aus dem aktiven Dienst verabschiedet. 1933 erfolgte seine Reaktivierung als Ergänzungsoffizier der Reichswehr in Rostock mit dann erfolgender Ernennung zum Kommandeur des Wehrbezirkskommandos Rostock. 
Mit Beginn des Zweiten Weltkriegs wurde er als Feldkommandant in die Feldkommandantur FK 540 in La Rochelle versetzt. 1941 wurde er mit seinem Stab in den Mittelabschnitt der Ostfront in der 403. Sicherungsdivision eingesetzt. 1942 wurde er zum Generalmajor befördert und bereits am 30. September 1942 endgültig aus dem aktiven Dienst der Wehrmacht verabschiedet.

## Familie
Egon von Ploetz war mit Henriette von Boddien (1887–1958) verheiratet. Das Paar hatte mehrere Kinder:
- Egon Adalbert Gottlieb Albrecht Eggert Wilhelm (* 27. Februar 1914)
- Marianne Valerie Alexandra (* 11. Juli 1916)
- Thekla Gottliebe Mathilde Annamarie (* 11. Juli 1916), Zwillingsschwester